# Leptolalax liui
Leptolalax liui  — вид жаб родини азійські часничниці (Megophryidae).

## Назва
Вид названо на честь китайського герпетолога Лю Чен-Чао.

## Поширення
Вид широко поширений у Південному Китаї у
провінціях Чжецзян і Фуцзянь, Гуйчжоу і Гуансі.  Його природним середовищем проживання є субтропічні вологі низовинні ліси, вологі гірські ліси, субтропічні або тропічні висотні пасовища, річки. 

## Опис
Leptolalax liui є середнього розміру жаба з сіро-бурими плямами у задній частині тіла , та з боків з нечіткими коричневими плямами. Самці 
виростають до  23-27 мм завдовжки  (0.91-1.06 дюйма), а самиці до 25-28 мм (0.98-1.10 дюйма). Пуголовки сягають 40-55 мм (1,6-2,2) в
довжину.